# Patricia Poleo
Patricia Poleo   (Caracas, 8 de novembre de 1965) és una periodista veneçolana. És filla del també periodista Rafael Poleo, exdirectora del diari del seu pare, El Nuevo País, i esposa de l'exdirigent estudiantil Nixon Moreno, politòleg graduat a la Universitat dels Andes. És coneguda pel seu treball opositor a l'actual govern a Veneçuela.

## Biografia
Patricia Poleo va néixer el 8 de novembre de 1965 a la ciutat de Caracas. És filla de Rafael Poleo. Patricia es va graduar en comunicació social amb menció en publicitat el 31 d'octubre de 1987 a la Universitat Catòlica Andrés Bello (UCAB).
La comunicadora va escriure una carta quan Carlos Andrés Pérez estava en els seus últims dies com a president, a principis del 1994, poc abans que Rafael Caldera assumís la presidència, on va declarar la seva admiració pel tinent coronel Hugo Chávez.
Entre les seves obres més importants es destaca l'àmplia investigació periodística que va realitzar sobre el cas Vladimiro Montesinos, involucrat en delictes internacionals de lesa humanitat durant les seves gestions durant el govern de l'expresident peruà Alberto Fujimori. Aquest treball la va portar a denunciar en reiterades ocasions el parador del pròfug peruà, desencadenant finalment en la captura de Vladimiro Montesinos en territori veneçolà. En aquesta investigació, Patricia Poleo va denunciar que a Montesinos se li va oferir protecció per part de forces de seguretat vinculades al govern del president Hugo Chávez durant el temps que va romandre amagat en territori veneçolà.
En el seu llibre, Tras las huellas de Montesinos, Poleo va denunciar atacs i assetjaments amb la intenció d'apartar-la de la seva investigació. El llibre va ser meritori del Premi Internacional de Periodisme Rei d'Espanya el 2001. Actualment Patricia Poleo es troba vivint a l'exili, residint a Miami (Estats Units d'Amèrica).
L'agost de 2018, va llegir un comunicat on va donar a conèixer que un grup anomenat Soldados de Franelas s'adjudicava l'atemptat contra el president veneçolà Nicolás Maduro.

## Atemptat contra la seva integritat
El 31 de gener de 2002, la seu de la revista Así va ser atacada amb un explosiu llançat per dues persones en una motocicleta, un dia després que publiqués un vídeo sobre converses entre l'Exèrcit Bolivarià i la guerrilla colombiana FARC, juntament amb la directora del diari Ibéyise Pacheco i les periodistes Marta Colomina i Marianella Salazar. Dos mesos després, la Cort Interamericana de Drets Humans va emetre una mesura de protecció per al grup.